# Milaine Thériault
Milaine Thériault (ur. 14 listopada 1973 w Moncton) – kanadyjska biegaczka narciarska. Była uczestniczką Mistrzostw świata w narciarstwie klasycznym w Thunder Bay (1995), Trondheim (1997), Ramsau (1999), Lahti (2001) oraz Oberstdorfie (2005), a także Zimowych Igrzysk Olimpijskich w Nagano (1998), Salt Lake City (2002) i Turynie (2006).

## Osiągnięcia

### Igrzyska olimpijskie
| Miejsce | Dzień     | Rok  | Miejscowość    | Konkurencja                            | Czas biegu  | Strata       | Zwyciężczyni         |
| ------- | --------- | ---- | -------------- | -------------------------------------- | ----------- | ------------ | -------------------- |
| 59.     | 8 lutego  | 1998 | Nagano         | 15 km stylem klasycznym                | 55:38,2 min | +8:42,8 min  | Olga Daniłowa        |
| 54.     | 10 lutego | 1998 | Hakuba         | 5 km stylem klasycznym                 | 19:41,8 min | +2:03,9 min  | Łarisa Łazutina      |
| 56.     | 12 lutego | 1998 | Hakuba         | 15 km bieg łączony                     | 52:06,8 min | +5:59,9 min  | Łarisa Łazutina      |
| 16.     | 15 lutego | 1998 | Hakuba         | Sztafeta 4 × 5 km                      | 55:13,5     | +5:56,4      | Rosja                |
| 23.     | 12 lutego | 2002 | Soldier Hollow | 10 km stylem klasycznym                | 30:12,6 min | +2:07,0 min  | Bente Skari          |
| 33.     | 15 lutego | 2002 | Soldier Hollow | 10 km bieg łączony                     | 26:29,1 min | +1:19,2 min  | Beckie Scott         |
| 31.     | 19 lutego | 2002 | Soldier Hollow | sprint stylem dowolnym                 |             |              | Julija Czepałowa     |
| 8.      | 21 lutego | 2002 | Soldier Hollow | sztafeta 4 × 5 km                      | 50:49,6 min | +1:19,0 min  | Niemcy               |
| 31.     | 24 lutego | 2002 | Soldier Hollow | 30 km stylem klasycznym (start masowy) | 1:42:56,9 h | +11:59,8 min | Gabriella Paruzzi    |
| 54.     | 12 lutego | 2006 | Pragelato      | 15 km bieg łączony                     | 48:38,9 min | +5:50,2 min  | Kristina Šmigun-Vähi |
| 46.     | 16 lutego | 2006 | Pragelato      | 10 km stylem klasycznym                | 31:30,4 min | +3:39,0 min  | Kristina Šmigun-Vähi |
| 10.     | 18 lutego | 2006 | Pragelato      | sztafeta 4 × 5 km                      | 56:49,8 min | +2:02,1 min  | Rosja                |
| DNS     | 24 lutego | 2006 | Pragelato      | 30 km stylem dowolnym (start masowy)   |             |              | Kateřina Neumannová  |

### Mistrzostwa świata
| Miejsce | Dzień     | Rok  | Miejscowość | Konkurencja                            | Czas biegu  | Strata       | Zwyciężczyni      |
| ------- | --------- | ---- | ----------- | -------------------------------------- | ----------- | ------------ | ----------------- |
| 48.     | 10 marca  | 1995 | Thunder Bay | 15 km stylem klasycznym                | 49:48,6 min | +8:21,1 min  | Łarisa Łazutina   |
| 70.     | 23 lutego | 1997 | Trondheim   | 5 km stylem klasycznym                 | 15:32,2 min | +1:59,5 min  | Jelena Välbe      |
| 58.     | 24 lutego | 1997 | Trondheim   | 15 km bieg łączony                     | 46:00,8 min | +6:47,3 min  | Stefania Belmondo |
| 47.     | 1 marca   | 1997 | Trondheim   | 30 km stylem klasycznym                | 1:35:00,6 h | +11:55,7 min | Jelena Välbe      |
| 60.     | 22 lutego | 1999 | Ramsau      | 5 km stylem klasycznym                 | 15:04,3 min | +2:14,5 min  | Bente Skari       |
| 41.     | 27 lutego | 1999 | Ramsau      | 30 km stylem klasycznym (start masowy) | 1:40:56,6 h | +11:36,7 min | Łarisa Łazutina   |
| 25.     | 15 lutego | 2001 | Lahti       | 15 km stylem klasycznym                | 48:12,4 min | +4:17,6 min  | Bente Skari       |
| 34.     | 20 lutego | 2001 | Lahti       | 10 km stylem klasycznym                | 29:52,2 min | +2:56,7 min  | Bente Skari       |
| 28.     | 21 lutego | 2001 | Lahti       | sprint stylem dowolnym                 |             |              | Pirjo Muranen     |
| 34.     | 19 lutego | 2005 | Oberstdorf  | 15 km bieg łączony                     | 45:32,6 min | +3:15,8 min  | Julija Czepałowa  |
| 21.     | 22 lutego | 2005 | Oberstdorf  | sprint stylem klasycznym               |             |              | Emelie Öhrstig    |
| 37.     | 26 lutego | 2005 | Oberstdorf  | 30 km stylem klasycznym (start masowy) | 1:35:14,9 h | +8:09,1 min  | Marit Bjørgen     |